# 中村 (練馬区)
中村（なかむら）は、東京都練馬区の町名。住居表示実施済み区域。現行行政地名は中村一丁目から中村三丁目。住居表示実施済区域。

## 地理
練馬区の南部に位置し、北で中村北、北東で豊玉北、東で豊玉中、南東の道路上の一点で豊玉南、南で中村南、西で中野区上鷺宮と接する。また、西部を中杉通りが、東部を南蔵院通りが南北に縦貫している。主に住宅地として利用される。町域内に寺院・瑠璃光山医王寺南蔵院がある。

### 地価
住宅地の地価は、2025年（令和7年）1月1日の公示地価によれば、中村2-22-4の地点で49万6000円/m2となっている。

## 歴史

### 地名の由来
『新編武蔵風土記稿』によれば、かつて上鷺宮村、下鷺宮村（いずれも現在の中野区上鷺宮・鷺宮を中心とする一帯）と共に多摩郡に属した「中鷺宮村」と呼ばれていたが、それが略されて「中村」となったというのが地元の説である。しかし、上鷺宮村、下鷺宮村と隣接はしていたものの、両者の中間に位置していたわけではないので、この説には批判が呈されている。

### 沿革
- 江戸時代は今川直房以降、高家今川氏の所領。
- 1889年（明治22年） - 東京府北豊島郡中新井村字中となる。
- 1924年（大正13年） - 武蔵野鉄道武蔵野線（現：西武池袋線）中村橋駅開業。
- 1932年（昭和7年） - 東京府東京市板橋区中村町となる[9]。
- 1940年（昭和15年） - 中村町の一部が中村・中村北・中村南に分離される。
- 1947年（昭和22年） - 練馬区が板橋区より独立し、練馬区中村となる。
- 1960年（昭和35年） - 漸次分割されていた中村町が消滅する。

## 世帯数と人口
2025年（令和7年）4月1日現在（練馬区発表）の世帯数と人口は以下の通りである。
| 丁目       | 世帯数    | 人口    |
| ---------- | --------- | ------- |
| 中村一丁目 | 1,233世帯 | 2,406人 |
| 中村二丁目 | 1,701世帯 | 3,406人 |
| 中村三丁目 | 2,311世帯 | 4,090人 |
| 計         | 5,245世帯 | 9,902人 |

### 人口の変遷
国勢調査による人口の推移。
| 年                 | 人口   |
| ------------------ | ------ |
| 1995年（平成7年）  | 7,948  |
| 2000年（平成12年） | 8,537  |
| 2005年（平成17年） | 9,039  |
| 2010年（平成22年） | 9,354  |
| 2015年（平成27年） | 9,957  |
| 2020年（令和2年）  | 10,320 |

### 世帯数の変遷
国勢調査による世帯数の推移。
| 年                 | 世帯数 |
| ------------------ | ------ |
| 1995年（平成7年）  | 3,429  |
| 2000年（平成12年） | 3,899  |
| 2005年（平成17年） | 4,245  |
| 2010年（平成22年） | 4,416  |
| 2015年（平成27年） | 4,556  |
| 2020年（令和2年）  | 5,072  |

## 学区
区立小・中学校に通う場合、学区は以下の通りとなる（2022年7月現在）。
| 丁目       | 番地    | 小学校               | 中学校             |
| ---------- | ------- | -------------------- | ------------------ |
| 中村一丁目 | 1〜4番  | 練馬区立豊玉小学校   | 練馬区立豊玉中学校 |
| 中村一丁目 | 5〜20番 | 練馬区立中村小学校   | 練馬区立中村中学校 |
| 中村二丁目 | 全域    | 練馬区立中村小学校   | 練馬区立中村中学校 |
| 中村三丁目 | 全域    | 練馬区立中村西小学校 | 練馬区立中村中学校 |

## 交通
町域内に鉄道は通っていないが、北側は西武池袋線練馬駅・中村橋駅および都営大江戸線練馬駅、南側は西武新宿線野方駅・都立家政駅・鷺ノ宮駅が利用できる。また、関東バスや京王バスで中野駅・阿佐ケ谷駅・荻窪駅へ向かうこともできる。

## 事業所
2021年（令和3年）現在の経済センサス調査による事業所数と従業員数は以下の通りである。
| 丁目       | 事業所数  | 従業員数 |
| ---------- | --------- | -------- |
| 中村一丁目 | 66事業所  | 409人    |
| 中村二丁目 | 55事業所  | 390人    |
| 中村三丁目 | 92事業所  | 715人    |
| 計         | 213事業所 | 1,514人  |

### 事業者数の変遷
経済センサスによる事業所数の推移。
| 年                 | 事業者数 |
| ------------------ | -------- |
| 2016年（平成28年） | 206      |
| 2021年（令和3年）  | 213      |

### 従業員数の変遷
経済センサスによる従業員数の推移。
| 年                 | 従業員数 |
| ------------------ | -------- |
| 2016年（平成28年） | 1,423    |
| 2021年（令和3年）  | 1,514    |

## 施設
- 練馬区立中村小学校
- 中村緑地
- 南蔵院

## その他

### 日本郵便
- 郵便番号 : 176-0024[3]（集配局 : 練馬郵便局[19]）。